# Knessetvalet i Israel 2015
Knessetvalet i Israel 2015 genomfördes den 17 mars 2015. Nyval hade utlysts i början av december 2014 sedan premiärminister Benjamin Netanyahu avsatt justitieminister Tzipi Livni och finansminister Yair Lapid
Spärreglerna hade ändrats inför dessa val. Höjningen av spärrgränsen från 2 % till 3,25 % ledde till att flera arabiska partier gick samman i valalliansen Förenade listan som kom att bli det tredje största partiet i Knesset. Partiet Kadima ställde inte upp i valet. 
Valdeltagandet på 71,8 % var det hittills högsta under 2000-talet.

## Valresultat
| Parti                  | Röster    | %     | Mandat | +/–  |
| ---------------------- | --------- | ----- | ------ | ---- |
| Likud                  | 924 766   | 23,26 | 30     | +12  |
| Sionistunionen         | 744 673   | 18,73 | 24     | +3   |
| Förenade listan        | 436.532   | 10,98 | 14     | +3   |
| Yesh Atid              | 348 802   | 8,77  | 11     | -8   |
| Kulanu                 | 294 526   | 7,41  | 10     | Nytt |
| Judiskt hem            | 254 663   | 6,41  | 8      | -4   |
| Shas                   | 230 735   | 5,80  | 7      | -4   |
| Yisrael Beiteinu       | 205 619   | 5,17  | 6      | -7   |
| Torahpartiet           | 205 551   | 5,17  | 6      | -1   |
| Meretz                 | 154 648   | 3,89  | 4      | -2   |
| Ogiltiga/blanka röster | 41 877    | 1,04  | –      | –    |
| Summa:                 | 4 017 235 | 100   | 120    | –    |
| Registrerade väljare   | 5 881 696 | -     | –      | –    |
| Källa: CEC             |           |       |        |      |